# 草酸钾
草酸钾是钾的草酸盐，化学式为K
2C
2O
4。为白色晶体，可溶于水。
草酸钾一水合物受热分解，生成无水物，继续加热得到碳酸钾。